# Équipe du Canada de hockey sur glace au Championnat du monde junior 2008
 (janvier 2025).
L'équipe du Canada U20 de hockey sur glace remporte le Championnat du monde junior de hockey sur glace 2008.

## Contexte
Le championnat du monde junior des moins de 20 ans 2008 est disputé entre le 26 décembre 2007 et le 5 janvier 2008 dans les villes de Liberec et de Pardubice en République tchèque.

## Alignement

### Joueurs
| Numéro | Nom                  | Position  | Date de naissance | Équipe                         | PJ | B | A | Pts | Pun | Participation |
| ------ | -------------------- | --------- | ----------------- | ------------------------------ | -- | - | - | --- | --- | ------------- |
| 2      | Godfrey, Josh        | Défenseur | 15 janvier 1988   | Greyhounds de Sault Ste. Marie | 7  | 0 | 5 | 5   | 8   | 1re           |
| 3      | Pyett, Logan         | Défenseur | 26 mai 1988       | Pats de Regina                 | 7  | 0 | 1 | 1   | 4   | 1re           |
| 4      | Hickey, Thomas       | Défenseur | 8 février 1989    | Thunderbirds de Seattle        | 7  | 0 | 1 | 1   | 4   | 1re           |
| 7      | Legein, Stefan       | Attaquant | 24 novembre 1988  | IceDogs de Niagara             | 7  | 1 | 1 | 2   | 8   | 1re           |
| 8      | Doughty, Drew        | Défenseur | 8 décembre 1989   | Storm de Guelph                | 7  | 0 | 4 | 4   | 0   | 1re           |
| 10     | Stamkos, Steven      | Attaquant | 7 février 1990    | Sting de Sarnia                | 7  | 1 | 5 | 6   | 4   | 1re           |
| 11     | Boychuk, Zach        | Attaquant | 4 octobre 1989    | Hurricanes de Lethbridge       | 7  | 0 | 0 | 0   | 2   | 1re           |
| 12     | Sutter, Brandon      | Attaquant | 14 février 1989   | Rebels de Red Deer             | 7  | 0 | 1 | 1   | 2   | 1re           |
| 15     | Schenn, Luke         | Défenseur | 2 novembre 1989   | Rockets de Kelowna             | 7  | 0 | 0 | 0   | 6   | 1re           |
| 17     | Marchand, Brad       | Attaquant | 11 mai 1988       | Mooseheads d'Halifax           | 7  | 4 | 2 | 6   | 4   | 2e            |
| 18     | Gillies, Colton      | Attaquant | 12 février 1989   | Blades de Saskatoon            | 7  | 1 | 0 | 1   | 6   | 1re           |
| 19     | Turris, Kyle         | Attaquant | 14 août 1989      | Badgers du Wisconsin           | 7  | 4 | 4 | 8   | 2   | 1re           |
| 20     | Tavares, John        | Attaquant | 20 septembre 1990 | Generals d'Oshawa              | 7  | 4 | 1 | 5   | 2   | 1re           |
| 21     | Holzapfel, Riley     | Attaquant | 18 août 1988      | Warriors de Moose Jaw          | 7  | 0 | 0 | 0   | 8   | 1re           |
| 22     | Matthias, Shawn      | Attaquant | 19 février 1988   | Bulls de Belleville            | 7  | 3 | 1 | 4   | 4   | 1re           |
| 23     | Subban, Pernell-Karl | Défenseur | 13 mai 1989       | Bulls de Belleville            | 7  | 0 | 0 | 0   | 2   | 1re           |
| 27     | Alzner, Karl         | Défenseur | 24 septembre 1988 | Hitmen de Calgary              | 7  | 1 | 1 | 2   | 0   | 2e            |
| 28     | Giroux, Claude       | Attaquant | 12 janvier 1988   | Olympiques de Gatineau         | 7  | 2 | 4 | 6   | 8   | 1re           |
| 32     | Halischuk, Matt      | Attaquant | 1er juin 1988     | Rangers de Kitchener           | 7  | 2 | 3 | 5   | 2   | 1re           |
| 34     | Simmonds, Wayne      | Attaquant | 26 août 1988      | Greyhounds de Sault Ste. Marie | 7  | 0 | 0 | 0   | 4   | 1re           |

### Gardiens de but
| Numéro | Nom               | Date de naissance | Équipe                | PJ | V | D | Min | BC | Moy  | Bl | A | Pts | Pun | Participation |
| ------ | ----------------- | ----------------- | --------------------- | -- | - | - | --- | -- | ---- | -- | - | --- | --- | ------------- |
| 1      | Bernier, Jonathan | 7 août 1988       | Maineiacs de Lewiston | 2  | 1 | 1 | 120 | 4  | 2,00 | 1  | 0 | 0   | 0   | 1re           |
| 30     | Mason, Steve      | 29 mai 1988       | Knights de London     | 5  | 5 | 0 | 304 | 6  | 1,19 | 1  | 0 | 0   | 0   | 1re           |

### Entraîneurs
| Poste                | Nom              | Équipe                         |
| -------------------- | ---------------- | ------------------------------ |
| Entraîneur-chef      | Hartsburg, Craig | Greyhounds de Sault Ste. Marie |
| Assistant entraîneur | Hirsch, Corey    | Hockey Canada                  |
| Assistant entraîneur | Hunt, Curtis     | Pats de Regina                 |
| Assistant entraîneur | Jodoin, Clément  | Maineiacs de Lewiston          |

## Résultats
- Classement final au terme du tournoi[2] :  Médaille d'or
- Drew Doughty et Steve Mason sont nommés dans l'équipe d'étoiles du tournoi[3]
- Drew Doughty est nommé meilleur défenseur du tournoi, Steve Mason est nommé meilleur gardien ainsi que joueur le plus utile à son équipe lors du tournoi – MVP[4]